# Mrityu
Mrityu (sanscrită mrtyú - moarte) - demon sau zeu din mitologia vedică, personificând moartea; mai târziu a reprezentat zeul morții sau Moartea însăși, distrugând fără alegere tot ce este viu. Mrityu este fratele altor doi zei Bhaia (Frica) și Mahābhaia (Groaza), toți trei fiind fiii zeului Adharma (Fărădelegea) și ai zeiței Nirriti (Nenorocirea). Mrityu era numit și Mrityu-Dūta (Vestitorul Morții) ca mesager trimis de zeul regent al morții, Yama, și care sosește totdeauna „în ceasul morții” (mrtyu-kāla).